# Aqua diskografi
Aquas diskografi indeholder tre studioalbummer, to opsamlingsalbummer, tre remixalbummer og 22 singler.

## Albummer

### Studioalbum
| År                                                         | Albumdetaljer                                                                                   | Højeste placering | Højeste placering | Højeste placering | Højeste placering | Højeste placering | Højeste placering | Højeste placering | Højeste placering | Højeste placering | Højeste placering | Certifikationer | Salg                 |
| År                                                         | Albumdetaljer                                                                                   | DEN               | AUS               | CAN               | GER               | NZ                | NOR               | SWE               | SWI               | UK                | US                | Certifikationer | Salg                 |
| ---------------------------------------------------------- | ----------------------------------------------------------------------------------------------- | ----------------- | ----------------- | ----------------- | ----------------- | ----------------- | ----------------- | ----------------- | ----------------- | ----------------- | ----------------- | --- | -------------------- |
| 1997                                                       | Aquarium - Released: 9. september 1997 - Label: Universal (#85020) - Formats: LP, CD, cassette  | 1                 | 1                 | 1                 | 6                 | 1                 | 1                 | 1                 | 3                 | 6                 | 7                 | - AUS: 6× Platin - CAN: Diamant - GER: Guld - NLD: Platin - NZ: Platin - NOR: 4× Platin - SWE: 5× Platin - SWI: Guld - UK: Platin - US: 3× Platin | - Verden: 14.000.000 |
| 2000                                                       | Aquarius - Released: 28. februar 2000 - Label: Universal (#1538102) - Formats: LP, CD, cassette | 1                 | 15                | 3                 | 16                | 8                 | 1                 | 2                 | 8                 | 24                | 82                | - DEN: 4× Platin - AUS: Guld - CAN: 2× Platin - NOR: 2× Platin - SWE: Platin - SWI: Guld                                                          | - Verden: 4.000.000  |
| 2011                                                       | Megalomania - Released: 3. oktober 2011 - Label: Universal - Formats: CD, digital download      | 2                 | —                 | —                 | —                 | —                 | —                 | —                 | —                 | —                 | —                 | - DEN: Guld |                      |
| "—" denotes items that did not chart or were not released. |                                                                                                 |                   |                   |                   |                   |                   |                   |                   |                   |                   |                   | |                      |

### Opsamlingersalbummer
| År                                       | Album | Højeste placering | Højeste placering | Højeste placering | Højeste placering | Højeste placering | Certificering                  |
| År                                       | Album | DEN               | JPN               | NOR               | SWE               | UK                | Certificering                  |
| ---------------------------------------- | --- | ----------------- | ----------------- | ----------------- | ----------------- | ----------------- | ------------------------------ |
| 2002                                     | Cartoon Heroes: The Best of Aqua - Released: 22. maj 2002 - Label: Universal (#UICY-1101) - Formats: CD, kassette | —                 | 12                | —                 | —                 | —                 |                                |
| 2009                                     | Greatest Hits - Released: 15. juni 2009 - Label: Universal (#2706310) - Formats: CD, digital download             | 1                 | —                 | 7                 | 24                | 135               | - DEN: 2× Platinum - NOR: Guld |
| "—" denotes releases that did not chart. | |                   |                   |                   |                   |                   |                                |

### Remixalbummer
| År                                       | Album | Højeste placering | Højeste placering | Højeste placering | Højeste placering | Certificering |
| År                                       | Album | JPN               | NOR               | NZ                | SWE               | Certificering |
| ---------------------------------------- | --- | ----------------- | ----------------- | ----------------- | ----------------- | ------------- |
| 1998                                     | Bubble Mix (The Ultimate Aquarium Remixes Album) - Released: 11. marts 1998 - Label: Universal - Format: CD, cassette | —                 | —                 | 36                | —                 |               |
| 1998                                     | Aqua Mania Remix - Released: 25. juni 1998 - Label: Universal - Format: CD, cassette                                  | —                 | 4                 | —                 | 31                | - NOR: Guld   |
| 2002                                     | Remix Super Best - Released: December 2002 - Label: Universal - Format: CD, cassette                                  | 212               | —                 | —                 | —                 |               |
| "—" denotes releases that did not chart. | |                   |                   |                   |                   |               |

## Singler
| Titel                                                                           | År   | Højeste placering | Højeste placering | Højeste placering | Højeste placering | Højeste placering | Højeste placering | Højeste placering | Højeste placering | Højeste placering | Højeste placering | Højeste placering | Højeste placering | Certificering                                                                                                | Album         |
| Titel                                                                           | År   | DEN               | DEN Dance         | AUS               | GER               | IRE               | NLD               | NZ                | NOR               | SWE               | SWI               | UK                | US                | Certificering                                                                                                | Album         |
| ------------------------------------------------------------------------------- | ---- | ----------------- | ----------------- | ----------------- | ----------------- | ----------------- | ----------------- | ----------------- | ----------------- | ----------------- | ----------------- | ----------------- | ----------------- | --- | ------------- |
| "Itsy Bitsy Spider"                                                             | 1995 | —                 | —                 | —                 | —                 | —                 | —                 | —                 | —                 | 54                | —                 | —                 | —                 | | N/A           |
| "Roses Are Red"                                                                 | 1996 | 1                 | —                 | —                 | —                 | —                 | —                 | —                 | 2                 | 5                 | —                 | —                 | —                 | - DEN: Platin - NOR: Guld - SWE: Guld                                                                        | Aquarium      |
| "My Oh My"                                                                      | 1997 | 1                 | —                 | 56                | 12                | 30                | 12                | 12                | 20                | 4                 | 12                | 6                 | —                 | - DEN: Guld                                                                                                  | Aquarium      |
| "Barbie Girl"                                                                   | 1997 | 1                 | —                 | 1                 | 1                 | 1                 | 1                 | 1                 | 1                 | 1                 | 1                 | 1                 | 7                 | - AUS: 3× Platin - GER: Platin - NLD: Platin - NOR: 2× Platin - SWE: 3× Platin - SWI: Platin - UK: 3× Platin | Aquarium      |
| "Lollipop (Candyman)"                                                           | 1997 | —                 | —                 | 3                 | —                 | —                 | —                 | 22                | —                 | 10                | —                 | —                 | 23                | - AUS: Platin                                                                                                | Aquarium      |
| "Doctor Jones"                                                                  | 1997 | 1                 | —                 | 1                 | 7                 | 1                 | 3                 | 2                 | 1                 | 2                 | 11                | 1                 | —                 | - AUS: 3× Platin - GER: Guld - NLD: Guld - SWE: Platin - UK: Platin                                          | Aquarium      |
| "Turn Back Time"                                                                | 1998 | 16                | —                 | 10                | 42                | 4                 | 18                | 2                 | —                 | 4                 | 26                | 1                 | 49                | - AUS: Guld - SWE: Guld - UK: Sølv                                                                           | Aquarium      |
| "Good Morning Sunshine"                                                         | 1998 | 25                | —                 | —                 | 94                | —                 | 80                | —                 | —                 | —                 | —                 | 18                | —                 | | Aquarium      |
| "Cartoon Heroes"                                                                | 2000 | 1                 | —                 | 16                | 13                | 10                | 35                | 6                 | 1                 | 2                 | 11                | 7                 | —                 | - DEN: 4× Platin - AUS: Guld - NZ: Guld - NOR: Guld - SWE: Platin                                            | Aquarius      |
| "Around the World"                                                              | 2000 | 1                 | —                 | 35                | 56                | 47                | 44                | —                 | 16                | 4                 | 42                | 26                | —                 | - SWE: Guld                                                                                                  | Aquarius      |
| "Bumble Bees"                                                                   | 2000 | 6                 | —                 | 65                | 96                | —                 | —                 | —                 | —                 | 34                | —                 | —                 | —                 | | Aquarius      |
| "We Belong to the Sea"                                                          | 2001 | 19                | —                 | —                 | —                 | —                 | —                 | —                 | —                 | —                 | —                 | —                 | —                 | | Aquarius      |
| "Back to the 80s"                                                               | 2009 | 1                 | 5                 | —                 | —                 | —                 | —                 | —                 | 3                 | 25                | 20                | —                 | —                 | - DEN: Platin - NOR: Platin                                                                                  | Greatest Hits |
| "My Mamma Said"                                                                 | 2009 | 4                 | —                 | —                 | —                 | —                 | —                 | —                 | —                 | —                 | —                 | —                 | —                 | - DEN: Guld                                                                                                  | Greatest Hits |
| "Spin Me a Christmas"                                                           | 2009 | 43                | —                 | —                 | —                 | —                 | —                 | —                 | —                 | —                 | —                 | —                 | —                 | | Greatest Hits |
| "How R U Doin?"                                                                 | 2011 | 4                 | 5                 | —                 | —                 | —                 | —                 | —                 | 3                 | —                 | —                 | —                 | —                 | - DEN: Guld                                                                                                  | Megalomania   |
| "Playmate to Jesus"                                                             | 2011 | 13                | 12                | —                 | —                 | —                 | —                 | —                 | —                 | —                 | —                 | —                 | —                 | - DEN: Guld                                                                                                  | Megalomania   |
| "Like a Robot"                                                                  | 2011 | —                 | 14                | —                 | —                 | —                 | —                 | —                 | —                 | —                 | —                 | —                 | —                 | | Megalomania   |
| "Rookie"                                                                        | 2018 | —                 | —                 | —                 | —                 | —                 | —                 | —                 | —                 | —                 | —                 | —                 | —                 | |               |
| "—" denotes releases that did not chart or were not released in that territory. |      |                   |                   |                   |                   |                   |                   |                   |                   |                   |                   |                   |                   | |               |

## Andre sange på hitlisten
| År   | Titel                                 | Højeste placering | Højeste placering | Højeste placering | Album              |
| År   | Titel                                 | DEN               | SWE               | GER               | Album              |
| ---- | ------------------------------------- | ----------------- | ----------------- | ----------------- | ------------------ |
| 1999 | "Selv En Dråbe" (as Various Artists)  | 1                 | —                 | —                 | Grænseløs Greatest |
| 2005 | "Hvor Små Vi Er" (as Various Artists) | 1                 | —                 | —                 | N/A                |
| 2009 | "Live Fast – Die Young"               | 24                | —                 | —                 | Greatest Hits      |

## References
1. ↑  "Hits of the World: Denmark (IFPI/Nielsen Marketing Research) 06/04/97". Billboard. Nielsen Business Media. 108 (37): 51. 21. juni 1997. ISSN 0006-2510.
2. 1 2  "Australian Charts > Aqua". australian-charts.com Hung Medien. Arkiveret fra originalen 27. januar 2012. Hentet 15. august 2010.
3. ↑  "Aqua > Album & Song Chart History > Canadian Albums". Billboard Nielsen Business Media. Arkiveret fra originalen 20. september 2010. Hentet 15. august 2010.
4. ↑  "Chartverfolgung / Aqua / Album" (tysk). Musicline.de PhonoNet. Arkiveret fra originalen 9. oktober 2012. Hentet 15. august 2010.
5. 1 2 3  "New Zealand Charts > Aqua". charts.org.nz Hung Medien. Arkiveret fra originalen 24. oktober 2012. Hentet 15. august 2010.
6. 1 2 3 4  "Norwegian Charts > Aqua". norwegiancharts.com Hung Medien. Arkiveret fra originalen 3. november 2012. Hentet 15. august 2010.
7. 1 2 3 4 5  "Swedish Charts > Aqua". swedishcharts.com Hung Medien. Arkiveret fra originalen 24. oktober 2012. Hentet 15. august 2010.
8. 1 2  "Swiss Charts > Aqua" (tysk). hitparade.ch Hung Medien. Arkiveret fra originalen 11. april 2012. Hentet 14. august 2010.
9. 1 2  "UK Charts > Aqua". Official Charts Company. Arkiveret fra originalen 15. juni 2011. Hentet 15. august 2010.
10. ↑  "Aqua > Album & Song Chart History > Billboard 200". Billboard Nielsen Business Media. Arkiveret fra originalen 9. juli 2015. Hentet 15. august 2010.
11. ↑  "ARIA Charts > Accreditations > 1998 Albums". Australian Recording Industry Association. Arkiveret fra originalen 29. august 2010. Hentet 15. august 2010.
12. 1 2  "Canadian certifications". Arkiveret fra originalen 25. februar 2012. Hentet 15. november 2015.
13. 1 2 3  "Gold-/Platin-Datenbank (Aqua)" (tysk). Bundesverband Musikindustrie.
14. 1 2 3  "NVPI Goud & Platina". NVPI. Arkiveret fra originalen 13. januar 2010. Hentet 15. august 2010.
15. ↑  "New Zealand album certifications – Aqua – Aquarium". Recording Industry Association of New Zealand.
16. 1 2 3 4 5 6 7 8  "IFPI Norsk platebransje - Salgstroféer". International Federation of the Phonographic Industry. Arkiveret fra originalen 18. januar 2010. Hentet 15. august 2010.
17. ↑  "Guld- och Platinacertifikat − År 1987−1998" (PDF) (svensk). IFPI Sweden.
18. 1 2  "Swiss Certifications > 1997". swisscharts.com Hung Medien. Arkiveret fra originalen 22. maj 2012. Hentet 15. august 2010.
19. 1 2 3 4  "BPI Certified Awards". British Phonographic Industry. Arkiveret fra originalen 17. januar 2010. Hentet 15. august 2010.
20. ↑  "RIAA Gold & Platinum". Recording Industry Association of America. Arkiveret fra originalen 24. september 2015. Hentet 15. august 2010.
21. ↑  "International - Aquarium Life". Billboard. Nielsen Business Media. 112 (12): 48. 18. marts 2000. ISSN 0006-2510.
22. ↑  Drejer, Dennis (16. august 2001). "Aqua blev til østers - Underholdning - BT.dk". B.T. Arkiveret fra originalen 4. april 2012. Hentet 9. juli 2011.
23. ↑  Drejer, Dennis (26. februar 2000). "Aqua er de største - Nyheder - BT.dk". B.T. Arkiveret fra originalen 18. april 2012. Hentet 9. juli 2011.
24. ↑  "ARIA Charts > Accreditations > 2000 Albums". Australian Recording Industry Association. Arkiveret fra originalen 17. september 2010. Hentet 15. august 2010.
25. ↑  "Platinum, Aquarius". Arkiveret fra originalen 28. oktober 2008. Hentet 15. november 2015.
26. ↑  "The Official Swiss Charts and Music Community: Awards (Aqua; 'Aquarius')". Hung Medien.
27. ↑  "Fakta og Aqua - Kultur | www.b.dk". Berlingske Tidende. 13. november 2005. Arkiveret fra originalen 30. september 2012. Hentet 9. juli 2011.
28. ↑  Körner, Jan (17. august 2006). "Ekstra Bladet - Tjente 210 mio. på Aqua". Ekstra Bladet. Arkiveret fra originalen 5. april 2012. Hentet 9. juli 2011.
29. ↑  "Certificeringer | ifpi.dk". International Federation of the Phonographic Industry. Arkiveret fra originalen 2. februar 2012. Hentet 17. september 2011.
30. 1 2 3  "Danish Charts > Aqua". danishcharts.com Hung Medien. Arkiveret fra originalen 6. april 2012. Hentet 15. august 2010.
31. 1 2  アクアのリリース一覧 Arkiveret 8. november 2013 hos  Wayback Machine (in Japanese). oricon.co.jp. Accessed on 10. august 2013.
32. ↑  "2009 Chart Booklet" (PDF). The Official Charts Company. The Official Zobbel Homepage. Arkiveret (PDF) fra originalen 26. juni 2011. Hentet 11. juli 2011.
33. ↑  "Tracklisten Album Top-40: 18 December 2009". International Federation of the Phonographic Industry. Arkiveret fra originalen 11. marts 2012. Hentet 15. august 2010.
34. 1 2  "Chartverfolgung / Aqua / Single" (tysk). Musicline.de PhonoNet. Arkiveret fra originalen 9. oktober 2012. Hentet 15. august 2010.
35. ↑  "Irish Charts > Aqua". Irish Recorded Music Association. Arkiveret fra originalen 1. juni 2012. Hentet 15. august 2010.
36. ↑  "Dutch Charts > Aqua" (nederlandsk). dutchcharts.nl Hung Medien. Arkiveret fra originalen 24. oktober 2012. Hentet 15. august 2010.
37. ↑  Whitburn, Joel (2010). The Billboard Book of Top 40 Hits (9th udgave). New York: Billboard Books. s. 35. ISBN 978-0-8230-8554-5.
38. 1 2  Ulrey, Jeremy. "Aqua | AllMusic". Allmusic. Arkiveret fra originalen 9. maj 2011. Hentet 11. juli 2011.
39. 1 2 3 4  "Guld & Platina— År 1987-1998" (PDF). International Federation of the Phonographic Industry. Arkiveret (PDF) fra originalen 19. januar 2010. Hentet 19. november 2011.
40. ↑  "ARIA Charts > Accreditations > 1997 Singles". Australian Recording Industry Association. Arkiveret fra originalen 12. september 2009. Hentet 15. august 2010.
41. 1 2 3  "ARIA Charts > Accreditations > 1998 Singles". Australian Recording Industry Association. Arkiveret fra originalen 12. september 2009. Hentet 15. august 2010.
42. ↑  Ferro, Charles (26. februar 2000). "Global Music Pulse". Billboard. Nielsen Business Media. 112 (9): 53. ISSN 0006-2510.
43. ↑  "ARIA Charts > Accreditations > 2000 Singles". Australian Recording Industry Association. Arkiveret fra originalen 29. august 2010. Hentet 15. august 2010.
44. ↑  "RIANZ Top 50 Singles: 9 April 2000". Recording Industry Association of New Zealand. Arkiveret fra originalen 5. december 2006. Hentet 15. august 2010.
45. 1 2  "Guld & Platina— År 2000" (PDF). International Federation of the Phonographic Industry. Arkiveret (PDF) fra originalen 25. juli 2011. Hentet 19. november 2011.
46. ↑  "Hitlisten Top 40: 13.11.2009". International Federation of the Phonographic Industry. Arkiveret fra originalen 24. november 2010. Hentet 15. august 2010.
47. ↑  "Guld & platin januar 2010 | ifpi.dk". International Federation of the Phonographic Industry. 24. februar 2010. Arkiveret fra originalen 21. juni 2018. Hentet 18. juni 2011.
48. ↑  "Certificeringer | ifpi.dk". International Federation of the Phonographic Industry. Arkiveret fra originalen 2. juli 2015. Hentet 16. august 2011.
49. ↑  "Certificeringer | ifpi.dk". International Federation of the Phonographic Industry. Arkiveret fra originalen 3. september 2012. Hentet 26. juli 2013.